# Mitrella fineti
Mitrella fineti is een slakkensoort uit de familie van de Columbellidae. De wetenschappelijke naam van de soort is voor het eerst geldig gepubliceerd in 2010 door Poppe & Tagaro.